# Risikointelligenz
Der Begriff Risikointelligenz (in der deutschsprachigen Literatur oft auch Risikokompetenz) hat seinen Ursprung in der Pädagogik und Psychologie. Er kann allerdings auch auf Bereiche der Rechtswissenschaft, der Linguistik, der Biologie und insbesondere auf den wirtschaftswissenschaftlichen Kontext übertragen werden.
Während die Risikobeurteilung die Analyse und Bewertung des Risikos vornimmt, beschreibt die Risikointelligenz die Gestaltung risikobehafteter Entscheidungen und ist somit der Verhaltensökonomik zuzuordnen.

## Definition
Für den Begriff der Risikointelligenz existieren verschiedene Definitionsansätze.
Gemäß Apgar setzt sich Risikointelligenz aus allen vergangenen und zukünftigen Erfahrungen zusammen, die bei der Lösung von Problemen, welche ein Verständnis für Risiken verlangen, relevant sind. Des Weiteren betont er, dass sich der Begriff sowohl auf ein Individuum als auch auf die Fähigkeit einer Organisation, Risiken effektiv abzuwägen, beziehen kann. Dies schließt die Kategorisierung, Charakterisierung und Einschätzung von Gefahren, die Wahrnehmung von Beziehungen und das Handeln nach entsprechenden Informationen mit ein. Auch eine effektive Kommunikation und die Anpassung an neue Umstände sind dabei entscheidend.
Einen dynamischen Ansatz wählen Funston und Wagner. Sie zielen vor allem auf den Mehrwert ab, den risikointelligentes Handeln bei einer verbesserten Entscheidungsfindung durch das Steuern von Risiken erwirken kann. Risikointelligenz ist dabei die entscheidende Fähigkeit, zwischen zwei Arten von Risiko zu unterscheiden. Zum einen ist das Risiko gemeint, welches zur Schadensvorbeugung minimiert werden sollte und zum anderen das aufzunehmende Risiko, welches zur Erlangung von Wettbewerbsvorteilen notwendig ist.
Evans führt hingegen zwei Kritikpunkte an den beiden genannten Begriffserklärungen von Funston und Wagner bzw. Apgar an. Für sein Verständnis sind die benutzten Definitionen zu vage formuliert und umfassen zu viele Fähigkeiten, sodass sie für die Praxis nicht umsetzbar und dadurch nicht wissenschaftlich messbar sind. Aus diesem Grund beschränkt Evans sich auf die Definition, dass Risikointelligenz die kognitive Fähigkeit eines Individuums ist, Wahrscheinlichkeiten präzise vorherzusagen. Diese Begriffsbestimmung umfasst jedoch keine objektiven Wahrscheinlichkeiten, sondern setzt vielmehr die subjektive Interpretation der Wahrscheinlichkeiten voraus. Somit involviert Evans die Beurteilung des Kenntnisstandes, die eine Person zu einem bestimmten Thema hat. Weiterhin hebt der Autor hervor, dass er bewusst auf Werturteile in seiner Definition verzichtet, indem er sich nur auf Wahrscheinlichkeiten bezieht, unabhängig davon, ob sie auf ein negatives oder positives Ergebnis gerichtet sind.
Chrobok und Gleißner konzentrieren sich bei ihrer Definition vorrangig auf die Risikointelligenz von Unternehmen. Damit ist die Kompetenz einer Organisation gemeint, die Transparenz über die einzelnen Risiken und den aggregierten Gesamtrisikoumfang schafft, und somit die Risiken bei ihren unternehmerischen Entscheidungen angemessen berücksichtigt. Demzufolge muss ein risikointelligentes Unternehmen fähig sein, die Risiken effizient zu bewältigen.
Im Gegensatz dazu benutzt Drewniok eine individualbezogene Sichtweise auf den Begriff der Risikointelligenz. Für sie stellt es die Fähigkeit dar, sich in der Mitte von Selbstunterschätzung und Selbstüberschätzung zu platzieren. Folglich wird, ähnlich wie bei Evans, die Einschätzung der Sicherheit des Wissens zu einem Sachverhalt in den Mittelpunkt gestellt. Durch die unterschiedliche Risikoeinstellung von Personen bedeutet dies allerdings auch, dass die Individuen unterschiedliche Ausgangspositionen besitzen, um ihre Risikointelligenz zu verbessern. Die benötigten Fähigkeiten sind jedoch identisch.
Während die bisher genannten Definitionen die Risikointelligenz von der betriebswirtschaftlichen Seite betrachten, legen Craparo, Magnano, Paolillo und Costantino ihren Fokus auf die psychologische Erklärung des Begriffes. Risikointelligenz ist gemäß den Autoren eine psychologische Ressource, die sowohl kognitive als auch emotionale Eigenschaften enthält. Konkret gesagt ist es die Fähigkeit, effektiv Vor- und Nachteile einer Entscheidung zu bestimmen und es ermöglicht einer Person, unsicherere Situationen als Möglichkeit und nicht als Bedrohung wahrzunehmen.
Zusammenfassend kann die Aussage getroffen werden, dass die Definitionen sich in dem Adressaten, also die Organisation oder das Individuum, und in der Ausprägung eines Werturteils unterscheiden.

## Bedeutung
Während sich Unternehmen gezielt mit dem Risikomanagement befassen und dabei eine Vermeidung von negativ assoziierten Risiken anstreben, erlangt die Auseinandersetzung mit Risikointelligenz, also dem gezielten Einsatz risikobehafteter Entscheidungen, weniger Beachtung. Dass die Bedeutung risikointelligenter Handlungen dabei oft unterschätzt wird, beweisen wirtschaftliche Katastrophen, wie beispielsweise die weltweite Finanzkrise ab 2007.
Vermehrt prägen sowohl wirtschaftliche als auch politische Unsicherheiten die Märkte und fordern daher den bewussten Umgang mit Risikointelligenz und damit die Fähigkeit, Risiken objektiv beurteilen und dabei Wahrscheinlichkeiten richtig abschätzen zu können. Ein Individuum mit einer hohen Risikointelligenz ist eher in der Lage, eine unsichere Informationsstruktur oder Veränderungsprozesse adäquat zu interpretieren.
Drewniok beschreibt das Eingehen von Risiken als Voraussetzung für langfristiges Wachstum, Erfolg und die Wettbewerbsfähigkeit eines Unternehmens. Auch der amerikanische Finanzanalyst Tilman erklärt den Einsatz von Risikointelligenz für Investoren und Finanzinstitutionen als Schlüsselkomponente für einen langfristigen Erfolg. Lovallo und Sibony bewiesen außerdem in einer Studie von McKinsey eine Erfolgssteigerung um sechs Prozent durch den Einsatz risikointelligenter, geschulter Entscheidungsprozesse von Managern im Unternehmen. Analog dazu erkennt Festag einen generellen Förderungsbedarf zur Verbesserung von Risikointelligenz insbesondere für Fachpersonal wie Betriebswirte, dessen risikointelligente Entscheidungen Einfluss auf wirtschaftliche und gesellschaftliche Entwicklungen nehmen. Hierbei geht er auf die angeborene Veranlagung zu risikointelligentem Verhalten bei jedem Menschen ein. Voraussetzung für die individuelle Ausprägung und Weiterentwicklung dieser Fähigkeiten und somit für einen angemessenen Umgang mit Risiko ist eine frühzeitige Vermittlung von Risikokompetenz durch erzieherische Maßnahmen. Damit ist insbesondere die Zeit ab dem Kindergarten und noch vor dem Berufsleben gemeint.

## Messung
Zwischen 2007 und 2012 haben Forscher des Max-Planck-Instituts für Bildungsforschung in Berlin und der Michigan Technological University einen psychologischen Test für die Risikointelligenz entwickelt. Durch nur wenige Testaufgaben aus dem Bereich der Prozentrechnung soll der „Berlin Numeracy Test“ in kürzester Zeit die Fähigkeit zur Interpretation von Informationen zu Risikowahrscheinlichkeiten feststellen. Die Ergebnisse der Forschungen zeigten, dass die Risikointelligenz eng mit dem mathematischen Verständnis bzw. der statistischen Kompetenz eines Menschen bezüglich der Interpretation von Daten verknüpft ist.
David Apgar schuf indes mit dem Risk Intelligence Quotient (Risk IQ) ein Verfahren, das die Fähigkeit der Testpersonen zur Bewertung erlernbarer Risiken messen soll. Das Scoring-Verfahren zur Ermittlung des Risk IQ basiert auf fünf Elementen, die sich auf unterschiedliche Arten von Risiken beziehen. In Relation zu Personen, die im Beruf oder Alltag mit ähnlichen Risiken konfrontiert sind, soll per Selbsteinschätzung ein Wert von 0-2 zu jedem der Elemente angegeben werden. Während 0 bedeutet, dass andere Personen der gleichen Berufsgruppe die Risiken besser beurteilen können, steht ein Wert von 2 für eine überdurchschnittliche hohe Urteilungsgabe erlernbarer Risiken. Neben der Messung von Risikointelligenz soll der Test zusätzlich die Grundlage zur Verbesserung unterdurchschnittlich ausgeprägter Elemente bieten.
Chrobok und Gleißner betrachten Risikointelligenz als Teil des betriebswirtschaftlichen Risikomanagements. Im Jahr 2012 entwarfen die beiden Autoren in einem Fachbeitrag eine Liste aus 14 quantitativen Orientierungsfragen, die dem Management eines Unternehmens per Selbsteinschätzung helfen sollen, den „Risk Intelligence Indicator“ (RII) zu ermitteln. Über drei unterschiedliche Antwortmöglichkeiten zu jeder Teilfrage lässt sich eine Gesamtsumme bilden, die dem RII entspricht. Dieser Indikator soll die Möglichkeit zur Einschätzung der im Unternehmen vorhandenen Risikointelligenz bieten und gleichzeitig Verbesserungsansätze aufzeigen.
Craparo et al. haben in einer psychologischen Studie eine Skala zur Messung der „Subjective Risk Intelligence“ anhand der vier Faktoren Vorstellungskraft, Problemlösungsfähigkeit, Einstellung gegenüber Unsicherheiten und die emotionale Stressempfindlichkeit entwickelt. Dabei sollen 21 Aussagen über einige Verhaltensweisen und psychische Zustände hinsichtlich der eigenen Lebenserfahrung bewertet werden. Anhand der Ausprägungen der gegebenen Antworten wird die individuelle Risikointelligenz bestimmt.

## Verbesserung der Risikointelligenz
Die meisten Menschen besitzen eine geringe Risikointelligenz. Allerdings ist diese notwendig, um die zunehmende Unvorhersehbarkeit und Unsicherheit zu bewältigen. Aus diesem Grund sollte die Fähigkeit für risikointelligentes Handeln methodisch verbessert werden. Evans nennt in diesem Zusammenhang generelle Anforderungen, die an Methoden zur Förderung der Entwicklung der Risikointelligenz, gestellt werden sollen. Zum einen sollen die Nutzer durch die Methoden daran gewöhnt werden, die Wahrscheinlichkeiten in numerischen Werten zu definieren. Dies ist entscheidend, um auch die Risiken in Prozentwerten anzugeben. Dadurch werden die Risiken erst explizit. Aussagen wie „es ist wahrscheinlich“ sind zu vage formuliert, sodass Personen diese unterschiedlich interpretieren. Andererseits sollte das verwendete Instrument schnell und klar definiertes Feedback liefern. Dies kann bspw. durch den Abgleich des prognostizierten mit dem eingetretenen Wert erwirkt werden. Zudem sollte die Methode nur ein enges Fachgebiet abdecken. Weiterhin ist es wichtig, Erfahrungen mit Wahrscheinlichkeitsangaben zu sammeln. Dadurch können Individuen ihre Risikointelligenz trainieren.
Ein weiterer Ansatz zur Erweiterung der Risikointelligenz besteht aus drei Punkten. Erstens ist es notwendig, die eigene Risikoeinstellung zu reflektieren. Dabei darf die Risikointelligenz nicht mit der Risikoeinstellung verwechselt werden. Während das Erstgenannte eine kognitive Fähigkeit ist, ist die Risikoeinstellung eine Eigenschaft, welche dazu führt, dass einige Menschen sich eher risikoavers oder risikofreudig verhalten. Zweitens ist es wichtig, die psychologische Seite des Risikos zu verstehen. Dabei gibt es verschiedene Wahrnehmungsverzerrungen, welche die Risikowahrnehmung einschließlich der Analyse und Bewertung des Risikos beeinträchtigen.
- Overconfidence: Dies ist die Diskrepanz zwischen dem, was man weiß und dem, was man zu wissen glaubt. Damit ist es häufig die Ursache für das Wagen riskanter Entscheidungen.
- Optimism Bias: Die Menschen beurteilen generell die Zukunft zu optimistisch und überschätzen dadurch die Wahrscheinlichkeiten für positive Entwicklungen. Dadurch ist es möglich, dass zu viele Risiken eingegangen werden.
- Loss Aversion: Damit ist die Tendenz gemeint, Verluste höher als gleichwertige Gewinne zu gewichten. Dies führt dazu, dass Risiken trotz guter Ausgangssituation vermieden werden.
- Confirmation Bias: Die Menschen bevorzugen bei ihrer Entscheidungsfindung Informationen, die ihre Ziele bestätigen, und vernachlässigen dadurch Informationen, welche ihre Auffassungen widerlegen.
- Hindsight Bias: Dies hat zur Folge, dass im Nachhinein Informationen auf Grund der Kenntnis des Ergebnisses anders beurteilt werden. Damit schränkt es die Entwicklung der Risikointelligenz ein, da nicht aus Fehlern gelernt wird.

Als dritter Punkt wird angeführt, dass statistische Grundkenntnisse erforderlich sind, da die Angabe von Prozentsätzen, Schätzwerten und Wertebereiche eher eine hohe Risikointelligenz bezeugen als eine numerische Präzision. Auch die Kalibrierung als Methode zur Verbesserung der Risikointelligenz sollte in Betracht gezogen werden. Dabei werden Wahrscheinlichkeiten über einen Sachverhalt, deren Ergebnis bereits oder in naher Zukunft bekannt sein wird, geschätzt und mit dem tatsächlichen Resultat verglichen. Folglich wird eine perfekte Kalibrierung durch eine Übereinstimmung dieser beider Werte in allen Durchgängen angestrebt.
Durch die Unterteilung in eine individuumsbezogene und organisatorische Sichtweise in der Definition von Risikointelligenz, werden Maßnahmen zur Verbesserung der Risikointelligenz für beide Kategorien aufgezeigt. Auf organisatorischer Ebene ist es essentiell, die Fehlerkultur in Unternehmen zu verändern. Um eine Risikointelligenz zu erlangen, ist es notwendig, dass konstruktives Feedback gegeben wird. Weiterhin erlangt in diesem Zusammenhang der Risikodialog an Bedeutung. Durch den Austausch mit anderen über die Risiken kann bspw. der Einfluss des Confirmation Bias reduziert werden. Drewniok ist neben den bisher genannten Maßnahmen überzeugt, dass die Risikointelligenz individuell durch einen großen Umfang an generalistischem Wissen weiterentwickelt werden kann. Auch die Bildung von Heuristiken kann diesen Prozess unterstützen.

## Forschung und Anwendung
Risikointelligenz ist in verschiedenen Disziplinen in Forschung und Praxis relevant. Das 2009 gegründete Harding-Zentrum für Risikokompetenz des Max-Planck-Instituts für Bildungsforschung untersucht das Verhalten von Menschen in Risikosituationen mit dem Ziel, die Risikokompetenz der Bevölkerung zu verbessern. Im Fokus der Forschung stehen unter anderem Themen aus den Gesundheitswissenschaften. So zeigen Gigerenzer et al. Probleme auf, die Mediziner, Patienten und Journalisten bei der Interpretation von Gesundheitsstatistiken haben. Auch in den Sozialwissenschaften bzw. der Verhaltensforschung wird Risikointelligenz unter anderem von Heranwachsenden oder Drogenkonsumierenden untersucht. Laut Evans weisen einige Personengruppen wie Meteorologen für gewöhnlich eine überdurchschnittlich hohe Risikointelligenz auf. Wichtig ist diese Kompetenz allerdings auch für andere Berufsgruppen, beispielsweise für Ärzte oder Finanzanalysten. Risikointelligenz hängt allerdings nicht mit dem allgemeinen Intelligenzquotienten zusammen.
In der Betriebswirtschaftslehre wird Risikointelligenz vor allem im Rahmen der Finanzwissenschaften thematisiert. Speziell im Controlling, dessen Aufgabe es ist, Unternehmensdaten, die der zukünftigen Entscheidungsfindung dienen, aufzubereiten, bedarf es einer hohen Risikointelligenz. Die Kompetenz eines Unternehmens und seiner Angestellten, Einzelrisiken zu identifizieren, zu einem Gesamtrisiko zusammenzufassen und in die unternehmerische Entscheidungsfindung mit einzubeziehen, kann in diesem Zusammenhang als Risikointelligenz bezeichnet werden. Eine hohe Risikointelligenz im Sinne einer Erkennung operationeller Risiken und einer damit verknüpften Verlustvermeidung bzw. -begrenzung ist gleichsam für Finanzinstitutionen und Versicherungen bedeutend. Dafür ist es notwendig, Informationen aus dem Risikomanagement in die strategische Entscheidungsfindung des Unternehmens mit einzubeziehen.
Das Thema findet jedoch auch immer mehr Zugang in anderen betriebswirtschaftlichen Bereiche. Apgar entwickelte ein Rahmenwerk für Unternehmen außerhalb der Finanzbranche, in dem er Methoden aus dem Finanzrisikomanagement auf allgemeine Risikomanagementsysteme übertrug. Florea et al. haben in ihrer Arbeit die Bedeutung der Implementierung von Risikokompetenz in das Markenmanagement betont. Die Autoren entwickelten ein Modell, welches als Managementrichtlinie für die Einbeziehung von Risiken der Markenführung in das Risikomanagement des Unternehmens dient.
Weiterhin vergleichen Chrobok und Gleißner das Konzept der Risikointelligenz mit dem Kontroll- und Transparenzgesetz (KonTraG und IDW PS 340). Demnach dient dieses Gesetz vorrangig dazu, Transparenz über Risiken zu schaffen. Risikointelligenz setzt jedoch zusätzlich den Fokus auf reaktive oder präventive Maßnahmen, um Risiken zu umgehen oder zu verringern. Somit beschränkt sich dieses Konzept nicht nur auf die Qualität des Risikomanagementsystems, sondern konzentriert sich zudem auch auf die Fähigkeit einer Organisation, zukünftige unsichere Entwicklungen zu bewältigen.

## Kritik
Die unterschiedlichen Definitionen von Risikointelligenz in der Literatur verdeutlichen die Komplexität den Begriff treffend zu beschreiben. Dies bietet häufig Ansätze zur Kritik am Konstrukt der Risikointelligenz. Zunächst ist es wichtig die Entscheidungssituationen unter Sicherheit, Risiko und Unsicherheit klar voneinander abzugrenzen. Risikointelligenz befasst sich mit Entscheidungen unter Unsicherheit, wodurch manche Informationen (beispielsweise die Eintrittswahrscheinlichkeiten) unbekannt sind oder anhand kleiner Stichproben geschätzt werden müssen. Durch dieses Vorgehen entsteht eine subjektive Komponente bei der Einschätzung der zur Wahl stehenden Handlungsmöglichkeiten. Diese subjektive Einschätzung ist das Hauptargument der Kritik an dem Konstrukt der Risikointelligenz. Das Fehlen eines operationalen Konstrukts macht die Messung der Risikointelligenz sehr komplex. Über den Parameter Subjective Risk Intelligence (SRI) versuchen Craparo, Magnano, Paolillo und Costantino eine geeignete Messung durchzuführen, allerdings steht der von ihnen definierte SRI noch mit weiteren individuellen und psychologischen Faktoren in Verbindung, welche von den Forschern aus Gründen der besseren Überprüfbarkeit nicht berücksichtigt werden. Bei der Messung der Risikointelligenz durch den RII (Risk Intelligence Indicator) nach Chrobok und Gleißner wird eine Liste aus 14 quantitativen Orientierungsfragen herangezogen, die die Risikointelligenz des Managements eines Unternehmens bewerten sollen. Diese Fragen werden dann anhand einer Selbsteinschätzung beantwortet, welche die Ergebnisse ebenfalls verfälschen kann. Somit wird auch hier die Komplexität der objektiven Messung der Risikointelligenz deutlich.
Neben dem Fehlen eines operationalen Konstrukts und den damit verbundenen Schwierigkeiten bei der Messung, kritisiert Esser die Risikointelligenz vor allem aus der neuroökonomischen Sicht. Bei der Einschätzung der Risikointelligenz treten häufig systematische Fehler auf. Die WYSIATI-Regel (What-You-See-Is-All-There-Is) nach Kahneman beschreibt eine Begrenzung im Gehirn. Es werde nur das bewusst wahrgenommen, was auch mit in die Entscheidung einfließt. Als Beispiel wählt Esser zwei Fragen an Autofahrer. Zunächst wird ein Autofahrer gefragt, ob jener sich als einen guten Fahrer bezeichnen würde und daran angeschlossen wird der Fahrer gefragt, ob er denn ein überdurchschnittlich guter Fahrer sei. Auf die erste Frage werde meist sehr schnell mit „Ja“ geantwortet. Die Beantwortung der zweiten Frage ist deutlich komplexer und um die korrekte Antwort zu geben, müsste der Befragte die Messmethode und den resultierenden Durchschnitt kennen. Da dies aber sehr schwierig und die Einordnung in der kurzen Zeit nicht möglich ist, wird auf die leichte Frage ausgewichen und die zweite Frage ebenfalls mit „Ja“ beantwortet. Somit wird bei der Beantwortung der Frage nur das berücksichtigt, was die jeweilige Person weiß („Ich bin ein guter Autofahrer“). Das Beispiel der Autofahrer lässt sich problemlos auch auf andere Personengruppen (z. B. Fondsmanager oder Ärzte) übertragen und zeigt somit deutlich, dass Menschen bei Entscheidungen von ihrem Gehirn unterbewusst getäuscht werden.
Im Zusammenhang mit der WYSIATI-Regel und der Dominanz des schnellen Denkens tritt ein anderer systematischer Fehler, nämlich die Verfügbarkeitsheuristik auf. Hier besteht die Problematik darin, dass die Wahrscheinlichkeiten für die unterschiedlichen Ereignisse nach den verfügbaren Informationen eingeschätzt werden. Für das Gehirn ist das Abwägen und Kalkulieren von Risiken eine anstrengende Prozedur, wodurch Entscheidungen durch Intuition getroffen werden. Grundlage der Intuition sind allerdings hauptsächlich Informationen, welche aktuell verfügbar bzw. leicht abrufbar sind. Als Beispiel führt Esser eine Studie von Gerd Gigerenzer an, der die überproportionale Entwicklung der Verkehrstoten in New York nach dem 11. September 2001 untersucht hat. Viele Bürger hielten das Fliegen aufgrund der terroristischen Anschläge für zu gefährlich und stiegen auf ihr Auto um. Die Wahrscheinlichkeit eines Flugzeugabsturzes hatte sich allerdings nicht geändert.